# La Momie (série télévisée d'animation)
 (janvier 2019).
Si vous disposez d'ouvrages ou d'articles de référence ou si vous connaissez des sites web de qualité traitant du thème abordé ici, merci de compléter l'article en donnant les références utiles à sa vérifiabilité et en les liant à la section « Notes et références ».
La Momie (The Mummy: The Animated Series) est une série d'animation américaine créée par Stephen Sommers d'après les films originaux La Momie (série de films), réalisée par Eddy Houchins et Dick Sebast, et diffusée du 29 septembre 2001 au 7 juin 2003 dans le bloc de programmation Kids' WB.
En France, sa diffusion a débuté le 1er septembre 2002 sur M6, dans l'émission M6 Kid et le 6 mars 2003 sur Canal J.

## Synopsis
Basé sur la franchise à succès La Momie de Stephen Sommers, la famille O'Connell se fait poursuivre par le Grand Prêtre Imhotep à travers le Monde afin qu'il puisse mettre la main sur le Bracelet d'Osiris se trouvant au poignet du jeune Alex. La seule façon d'enlever le Bracelet est de mettre la main sur les rouleaux de Thèbes, qui ont probablement été détruits pour éviter à la momie de posséder le Bracelet. Par la suite, Alex s'entraînera afin de devenir un Medjaÿ et combattre Imhotep ainsi que d'autres menaces auxquels il devra faire face en cours de route.

## Fiche technique
- Titre original : The Mummy: The Animated Series
- Titre français : La Momie : La série animée
- Création : Stephen Sommers
- Réalisation : Eddy Houchins et Dick Sebast
- Narration : Don LaFontaine
- Musique : George Gabriel
- Production : Joe Barruso, Diane A. Crea, Greg Klein et Tom Pugsley
  - Production exécutive : Stephen Sommers
- Sociétés de production : Universal Cartoon Studios, The Sommers Company, Rough Draft Studios et Sunwoo Entertainment
- Pays d'origine :  États-Unis
- Genre : Aventure, Fantastique, Thriller et Drame
- Durée : 20 minutes
- Diffusion :
  - 1er septembre 2002 sur M6 dans l'émission M6 Kid
  - 6 mars 2003 sur Canal J

## Personnages
- Alex O'Connell : Alex est un jeune garçon de 14 ans doté d'une grande imagination et d'une curiosité à toute épreuve, tout comme sa mère. Il possède les meilleurs mais aussi les pires traits de ses parents. Il connaît, grâce à sa mère, des histoires et une maîtrise des langues anciennes époustouflantes pour son jeune âge. Il a aussi hérité de la force, de l'esprit aventureux et du sens de l'humour de son père. Il possède le puissant Bracelet d'Osiris à son poignet et il doit apprendre à contrôler ses pouvoirs.

- Rick O'Connell : Rick est le père d'Alex et le mari d'Evy. Il est très aventureux et possède une grande force ainsi qu'un sens de l'humour très particulier. Il a également le don de se mettre dans de très mauvaises situations.
- Evy O'Connell : Evy est la mère d'Alex et la femme de Rick. Elle est très intelligente et connaît plusieurs langues anciennes quelle inculque à Alex. Elle lui transmet également un savoir historique très élargit et une grande curiosité.
- Jonathan Carnahan : Jonathan est le frère d'Evy, le beau-frère de Rick et l'oncle d'Alex.

### Allié(e)s
- Ardeth Bay : Ardeth est le chef Medjaÿ. Il entraîne Alex, Fadil, Yanit et d'autres élus à devenir la prochaine génération de Medjaÿ.
- Fadil : Fadil est un jeune garçon entraîné par Ardeth à devenir un Medjaÿ.
- Yanit : Yanit est une fille entraîné par Ardeth à devenir une Medjaÿ.
- Le Minotaure : Le Minotaure est un Medjaÿ qui a choisi de se transformer en Minotaure afin de protéger les rouleaux de Thèbes. Il habite dans les catacombes de Paris jusqu'à sa rencontre avec la famille O'Connell. Alors qu'on le pensait enseveli sous les décombres, il revient aider les O'Connell à empêcher Imhotep à lever l'armée d'Anubis.
- Jack O'Connell : Jack est le père de Rick. Il est un Medjaÿ mais n'a pas revu son fils depuis plusieurs années. Cela confirme que Rick et Alex ont du sang Medjaÿ.
- Jin-Wu : Jin-Wu est un jeune garçon mais également l'Empereur de Chine. Il pille un sanctuaire sacrée et jette les O'Connell en prison lorsqu'ils le menacent de révéler ça. Mais lorsque son acte incite un ancien dragon chinois à attaquer son village, celui-ci reconnaît ses actes et aide Alex à combattre ce fléau.

## Ennemi(e)s
- Imhotep : En 1290 av. J.-C., le Grand Prêtre Imhotep a une liaison amoureuse avec Anck-Su-Namun, la favorite du Pharaon Séthi Ier. Et lors d'une rencontre entre les deux amants, ils sont surpris par le Pharaon qu'ils assassinent. Puis arrivent les gardes du roi : Anck-Su-Namun se suicide et le grand prêtre Imhotep s'enfuit pour pouvoir la faire revenir d'entre les morts. Imhotep vole son cadavre et l'emmène à Hamunaptra, la Cité des Morts, où il commence un rituel de résurrection. Capturé par les soldats du Pharaon avant la fin de la cérémonie, il est condamné au Om-Daï : malédiction qui consiste à être enfermé vivant dans un sarcophage pendant que des scarabées le dévorent vivant. En 1926, lors d'une expédition à Hamunaptra, Evy récite une formule dans le Livre des Morts, ce qui réveille Imhotep.

## Distribution
- Chris Marquette (VF : Alexis Pivot) : Alex O'Connell (26 épisodes)
- John Schneider (VF : Constantin Pappas) : Rick O'Connell (25 épisodes)
- Jim Cummings (VF : Thierry Kazazian) : Imhotep (24 épisodes)
- Grey Griffin (VF : Naïke Fauveau) : Evy Carnahan O'Connell (24 épisodes)
- Tom Kenny (VF : Fabien Briche) : Jonathan Carnahan (21 épisodes)
- Michael Reisz (VF : Serge Noël) : Colin Weasler (18 épisodes)
- Nicholas Guest (en) (VF : Philippe Catoire) : Ardeth Bay / Le Directeur (15 épisodes)
- Lenore Zann : Anck-Su-Namun (4 épisodes)
- Kevin Michael Richardson : Le Minotaure (3 épisodes)
- Michael T. Weiss : Nizam Toss (3 épisodes)
- Rene Auberjonois : Le Scarabée (2 épisodes)
- Jeff Bennett : Fadil (2 épisodes)
- Jeannie Elias : Yanit (2 épisodes)

## Épisodes
| Saison | Saison | Épisodes | Diffusion originale | Diffusion originale |
| Saison | Saison | Épisodes | Date de début       | Date de fin         |
| ------ | ------ | -------- | ------------------- | ------------------- |
|        | 1      | 13       | 29 septembre 2001   | 16 février 2002     |
|        | 2      | 13       | 15 février 2003     | 7 juin 2003         |

### Première saison (2001-2002)
La première saison contient treize épisodes. Elle a été diffusée du 29 septembre 2001 au 16 février 2002.
1. Le Retour d'Imhotep (The Summoning)
2. La Flamme de la Reconnaissance (A Candle In The Darkness)
3. Le Sceptre de Seth (Against The Elements)
4. La Cité de l'Océan (The Deep Blue Sea)
5. Panique sous les Tropiques (Eruption)
6. La Sphère d'Aten (Orb Of Aten)
7. La Formule Sacrée (The Black Forest)
8. Les Indiens des Nuages (The Cloud People)
9. Le Palais Hanté (Fear Itself)
10. La Cité Interdite (The Boy Who Would Be King)
11. Loup, y es-tu ? (Howl)
12. Le Puzzle (The Puzzle)
13. Le Minotaure (The Maze)

### Deuxième saison (2003)
La deuxième et dernière saison contient également treize épisodes. Elle a été diffusée du 15 février au 7 juin 2003.
1. Un Nouveau Départ, Première Partie (A New Beginning, part I)
2. Un Nouveau Départ, Deuxième Partie (A New Beginning, part II)
3. Le Medjaÿ Maléfique (The Dark Medjaÿ)
4. Tel Père, Tel Fils (Like Father, Like Son)
5. L’œil de Shiva (A Fair To Remember)
6. Le Manteau d'Isis (The Enemy Of My Enemy)
7. Le Trident de Voth (The Cold)
8. Le Tourbillon du Temps (Time Before Time)
9. La Source du Mal (Spring Of Evil)
10. Un trio efficace (Trio)
11. Une Cure de Jouvence (Old Friends)
12. Le Médaillon des Medjaÿ (Just Another Piece Of Jewelry)
13. Le Medjaÿ Suprême (The Reckoning)

## Sortie DVD
A ce jour, les deux saisons de La Momie : La série animée n'ont toujours pas été éditées en DVD.